# U.S. Committee for Refugees and Immigrants
U.S. Committee for Refugees and Immigrants (USCRI) è una organizzazione no-profit, con sede a Washington. Secondo la missione dell'organizzazione, la USCRI è stata istituita "Per affrontare le esigenze e/i diritti delle persone emigrate forzatamente o di propria spontanea volontà, in tutto il mondo, attuando una politica pubblica equa ed eticamente umana, facilitando e fornendo servizi professionali diretti, promuovendo la piena partecipazione dei migranti alla vita della comunità". Inoltre, l'organizzazione difende i diritti dei rifugiati e di coloro che richiedono asilo in tutto il mondo.
USCRI offre programmi per il re-insediamento e il posizionamento, borse di studio, alfabetizzazione finanziaria, cittadinanze, salute e la nutrizione, così come i programmi per i rifugiati con disabilità e i programmi per i rifugiati provenienti dal Burundi.

## Attività
The U.S. Committee for Refugees and Immigrants (USCRI) amministra i programmi nazionali relativi al reinsediamento dei rifugiati e il posizionamento delle vittime nati all'estero nel caso di esseri umani e figli di immigrati non accompagnati. I suoi programmi internazionali si concentrano sulla difesa dei diritti dei rifugiati e di coloro che richiedono asilo. Esiste una partnership fra USCRI e la American Immigration Lawyers Association. Ogni bambino aiutato dal Centro è sotto i 18 anni e senza un genitore o di risorse negli Stati Uniti. Il centro promuove e detiene corsi corsi di formazione negli Stati Uniti per potenziali avvocati volontari.

## World Refugee Survey
Il World Refugee Survey è un rapporto annuale presentato dalla USCRi riguardante informazioni sui rifugiati, sfollati e di coloro che richiedono asilo. L'analisi di Paese-in-paese si basa sulle informazioni raccolte da governi, organizzazioni internazionali, organizzazioni non governative e visite sul campo. Ogni paese inserito nell'indagine/sondaggio "Survey", viene assegnato un grado. I paesi sono classificati in base al godimento dei diritti dei rifugiati nella Convention Relating to the Status of Refugees del 1951 e sono classificati in: 1) Protezione fisica 2) La libertà di circolazione e di soggiorno 3) Detenzione / Accesso ai Tribunali 4) Diritto di guadagnarsi da vivere e 5) Soccorso pubblico e istruzione scolastica.
Il 19 giugno 2008, il U.S. Committee for Refugees and Immigrants ed i suoi partner di ricerca hanno pubblicato il Refugee Survey World 2008 (precedentemente citato) con eventi in tutto il mondo. All'interno della pubblicazione annuale, la USCRI ha pubblicato una lista dei dieci luoghi peggiori per i rifugiati. Paesi e regioni sono stati classificati in base al loro impegno agli standard delineati nella Convenzione relativa allo status dei rifugiati del 1951. Come determinato dal Comitato, i "Dieci posti peggiori" sono stati: Bangladesh, Cina, Europa, Iraq, Kenya, Malaysia, Russia, Sudan e Thailandia..
Sessanta Paesi ospitanti il maggior numero di rifugiati sono stati citati in tale sondaggio del 2008. 
Nel 2009, i "posti peggiori per i rifugiati" sono stati Sudafrica, Gaza, Thailandia, Kenya, Malaysia, Egitto e Turchia  World Refugee Survey 2009 (PDF), U.S. Committee for Refugees and Immigrants (archiviato dall'url originale il 21 marzo 2012).
Il 20 giugno 2008, Il deputato primo ministro Datuk Seri Najib Tun Razak della Malaysia dichiarò: "Malaysia strongly disagrees with the newly released World Refugee Survey 2008."